# Rhytidoporus compactus
Rhytidoporus compactus är en insektsart som först beskrevs av Philip Reese Uhler 1877.  Rhytidoporus compactus ingår i släktet Rhytidoporus och familjen taggbeningar. Inga underarter finns listade i Catalogue of Life.